# 吹田城
吹田城（すいたじょう）は、大阪府吹田市の吹田駅付近にあった日本の城。
城郭に関しては不明な点が多く、平山城だけの一城説や平山城と居城との複合説が指摘されている。

## 概要
吹田は、元々様々な荘園と寺領から成り立っている「散在荘園」であった。
また京都から西国へ、西国から京都へ従来する交通の要所で、度々戦乱兵火に焼かれ、また淀川や安威川の水害も多く、同地域の古文書は今も少ない。

## 沿革
この城が最初史料に現れるのは、1336年（南朝：延元元年、北朝：建武3年）のことで『吉川家文章』によると6月9日足利氏に属していた安芸国の周防親家が水田城で合戦になり、追い落としている。それより100年後『摂津志』によると永禄年間には吹田重通が吹田城を根拠地をしていた。
その後『応仁記』によると1467年（応仁元年）の応仁の乱直後に、三宅氏（三宅城）、茨木氏（茨木城）、芥川氏（芥川城）の国人衆らと吹田氏は東軍に属し京都で戦いを繰り返した。しかし1482年（文明14年）細川政元の国人一揆制圧の中、『大乗院寺社雑事記』によると、吹田重通は摂津国守護代薬師寺元長に追われ、以後吹田城は薬師寺元長に与えられた。
1526年（大永6年）、香西元盛と細川尹賢との角逐に端を発した争い（八上・神尾山両城の戦い）は、細川高国と細川澄元の合戦へ拡大していった。
細川高国軍に与していた池田城を、細川澄元軍が中之島まで挙兵し、それ応じた三宅氏、吹田氏は吹田城周辺に陣を構えたが、伊勢国神戸衆、伊丹衆に攻められた。
『足利季世記』によるとこの時吹田衆を率いていたのは吹田美童で打ち取られてしまった。
『日本城郭大系』では「吹田城の荒廃はこののちのことであろう」と記載している。
しかし『市史点描』によると「1571年、信長方の武将、和田惟政が三好三人衆に味方したと思われる吹田氏を攻め、吹田城を攻略、57の首級をあげた。
この戦は戦国時代の終末を示す吹田地域最期の激戦」としていたり、『吹田城散華』によると「吹田因幡は、はじめ三好三人衆に通じていたから、元亀2年（1571年）和田惟政の吹田攻略に倒れ、その娘を縁組して、荒木村氏（『寛政重修諸家譜』によれば荒木村重の異母弟）が入婿となったのである。
吹田城はこの時から、荒木の城となったといえる」としている。
また『吹田城散華』では「荒木は、池田を焼き払う。
恐らく吹田城も焼き払って、城主一族ともども伊丹に集結した」とあり、また『わが町すいた』によると「天正6年（1578年）荒木村重とともに織田信長に反旗をひるがえし、翌7年非業の最期を遂げた吹田氏の居城の跡」とし、有岡城の戦い迄は存在していたとしている。

## 城郭

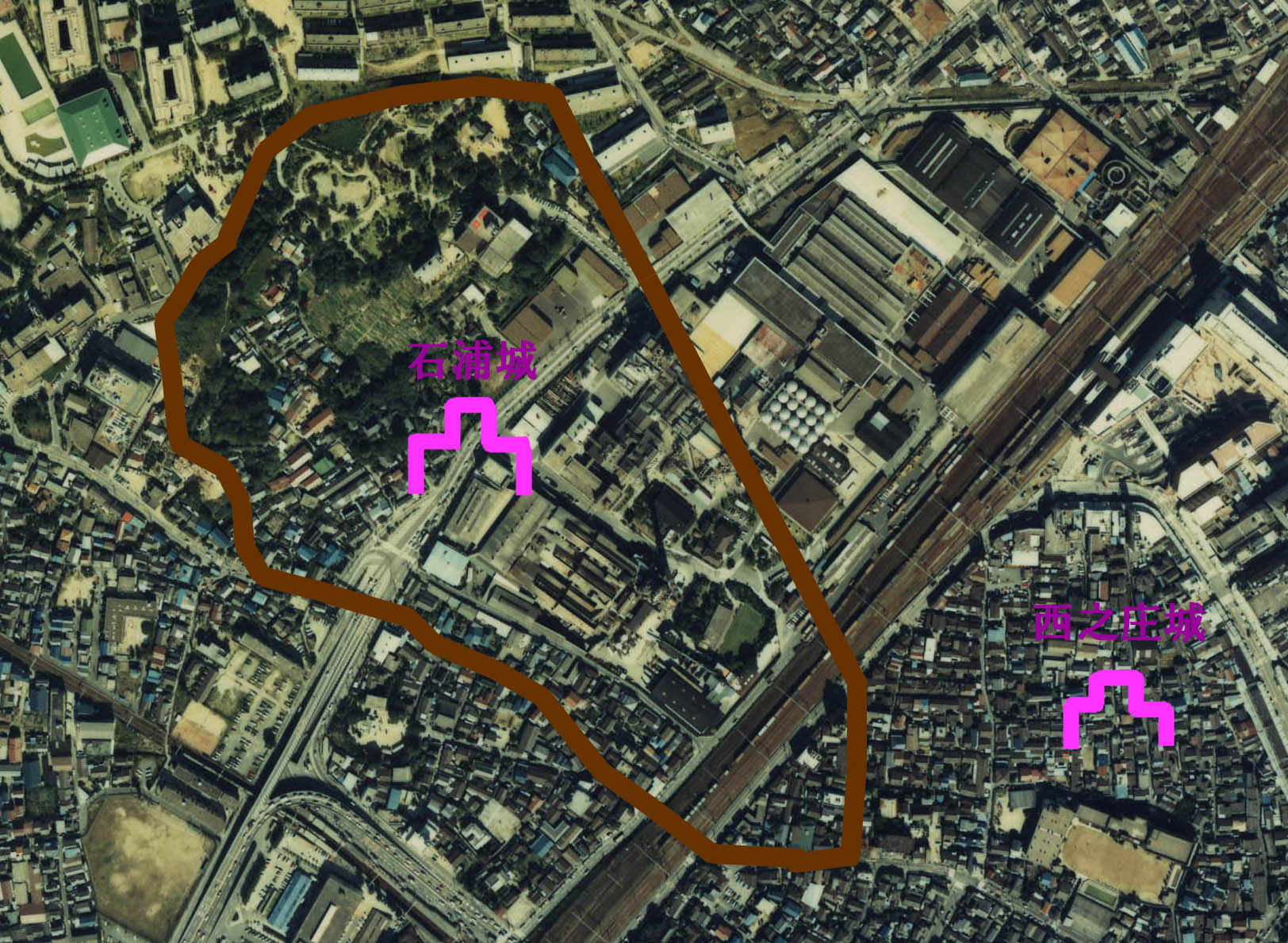
吹田城図/

『日本城郭大系』によると「吹田城がどこにあったのかは、議論の分かれるところである」としているのは、文献資料が希薄で吹田市では居館の発掘例がなく、ほとんどが字名を頼りに推察され、情報の少なさゆえに諸説ある。
『わが町すいた』によると「吹田村は水陸交通の要衝であり、村内には国人吹田氏のほかにも有力な国人・土豪が居館を構えていたことや、興亡・移転によっても居館跡の数が増したのだ」と記している。指摘されている吹田城は三ヶ所ある。

### 石浦城

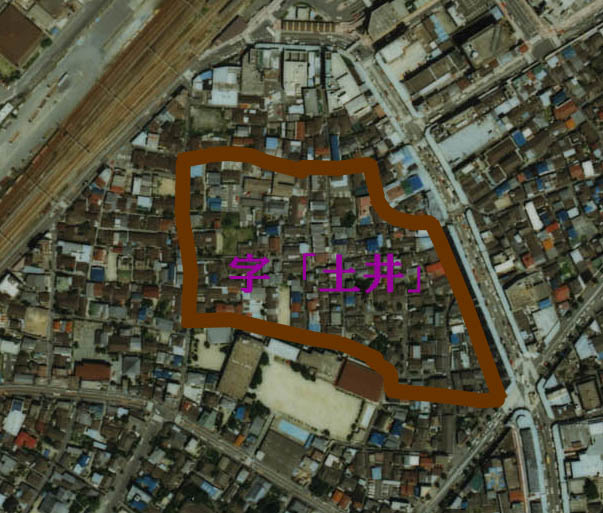
字「土井」部分/

『崇禅寺田園目録』によると「石浦城」と「西之庄城」の二城が記されている。
摂津国では吹田城の近隣にある鷹尾城の「鷹尾山城」、「芦屋城」や安威城と安威砦のように二城一城とする城が見受けられる。
防備に優れた山城と住居としていた居館に分けていた。
石浦城は山城部分にあたる。しかし『吹田城散華』では「吹田の地形をつくづく観察すると、旧吹田村の狭少な地域に二城あったとは考えられない」と二城説を否定している。
その理由として「吹田付近を例にとれば、山丘に遠い所では、田園のなかに平城があるが、丘陵のある吹田では高台に城を築くのが自然である」としている。
石浦城はイソラジョウと読み、イソとは「石」のことで、ラとはあちらこちらのラと同じ意味で「場所」を指す。
イソラとは石交じりの場所のことで、千里丘陵の南端にほぼ三角形に張り出した砂堆にあり、その段丘には礫を多く含んでいる。
その千里丘陵の南端とは現在の場所では片山公園、アサヒビール迎賓館、アサヒビール吹田工場らが推定地になり1ヘクタール以上の規模が推定されている。

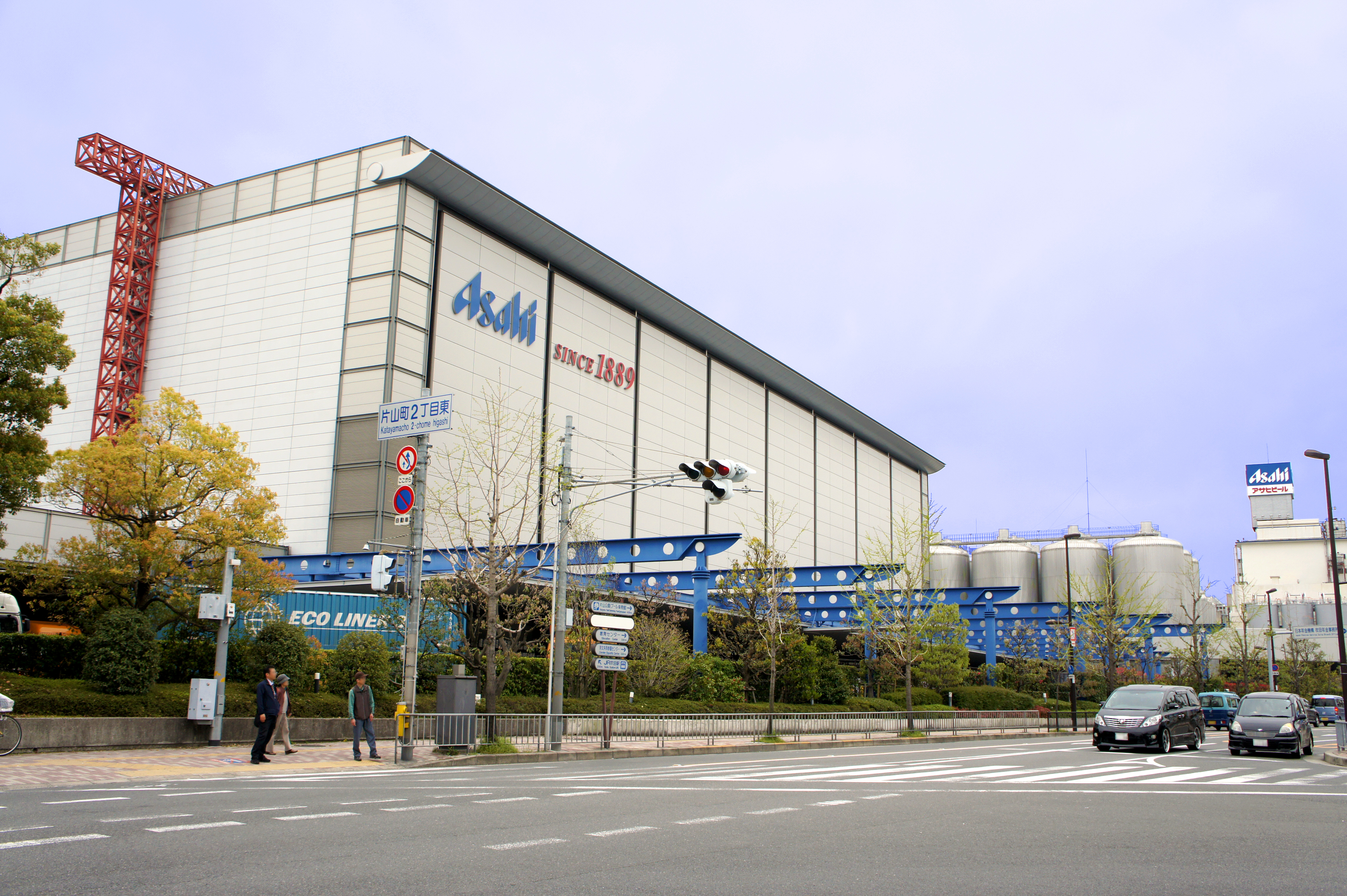
アサヒビール吹田工場
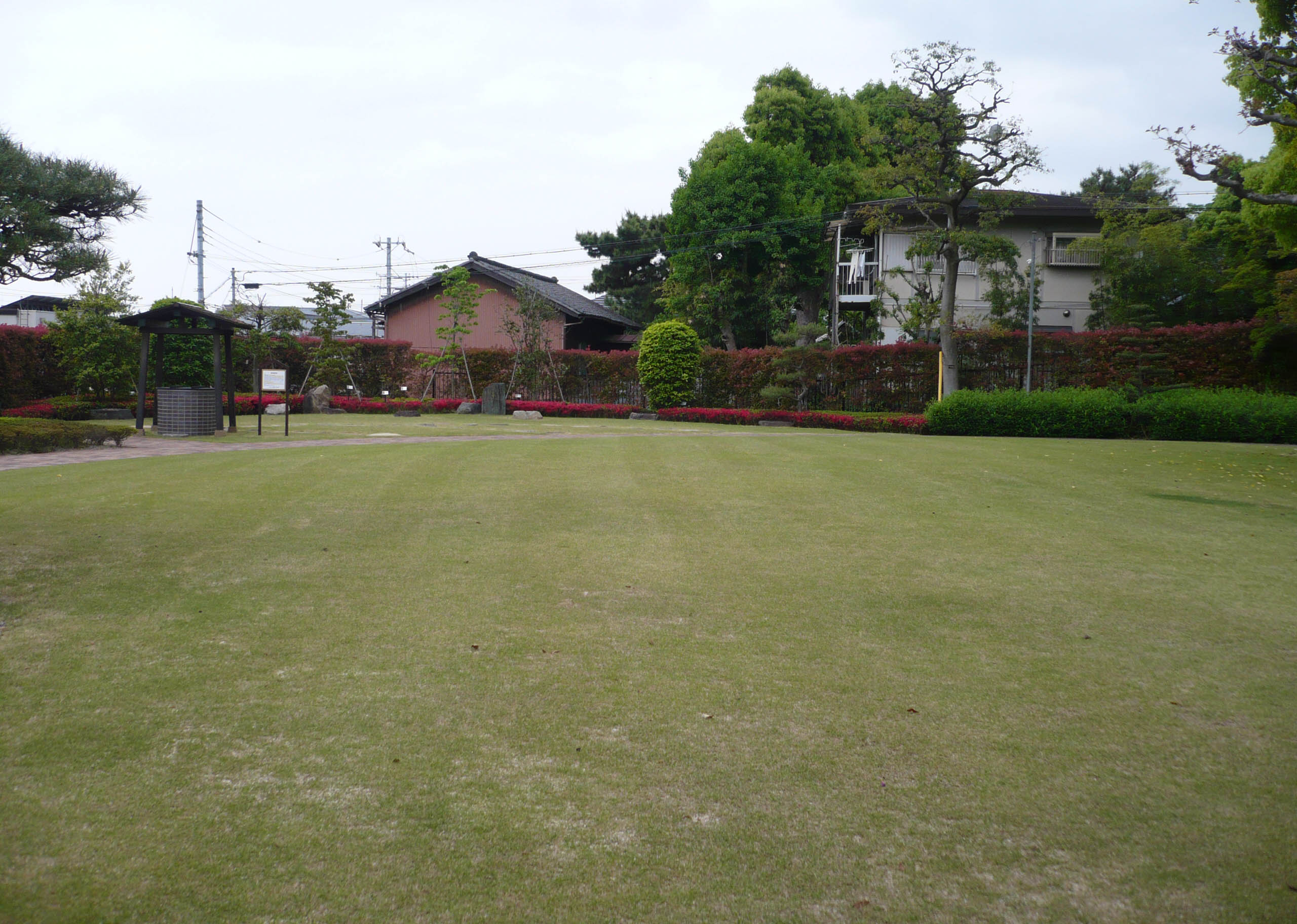
アサヒビール迎賓館内にある庭園
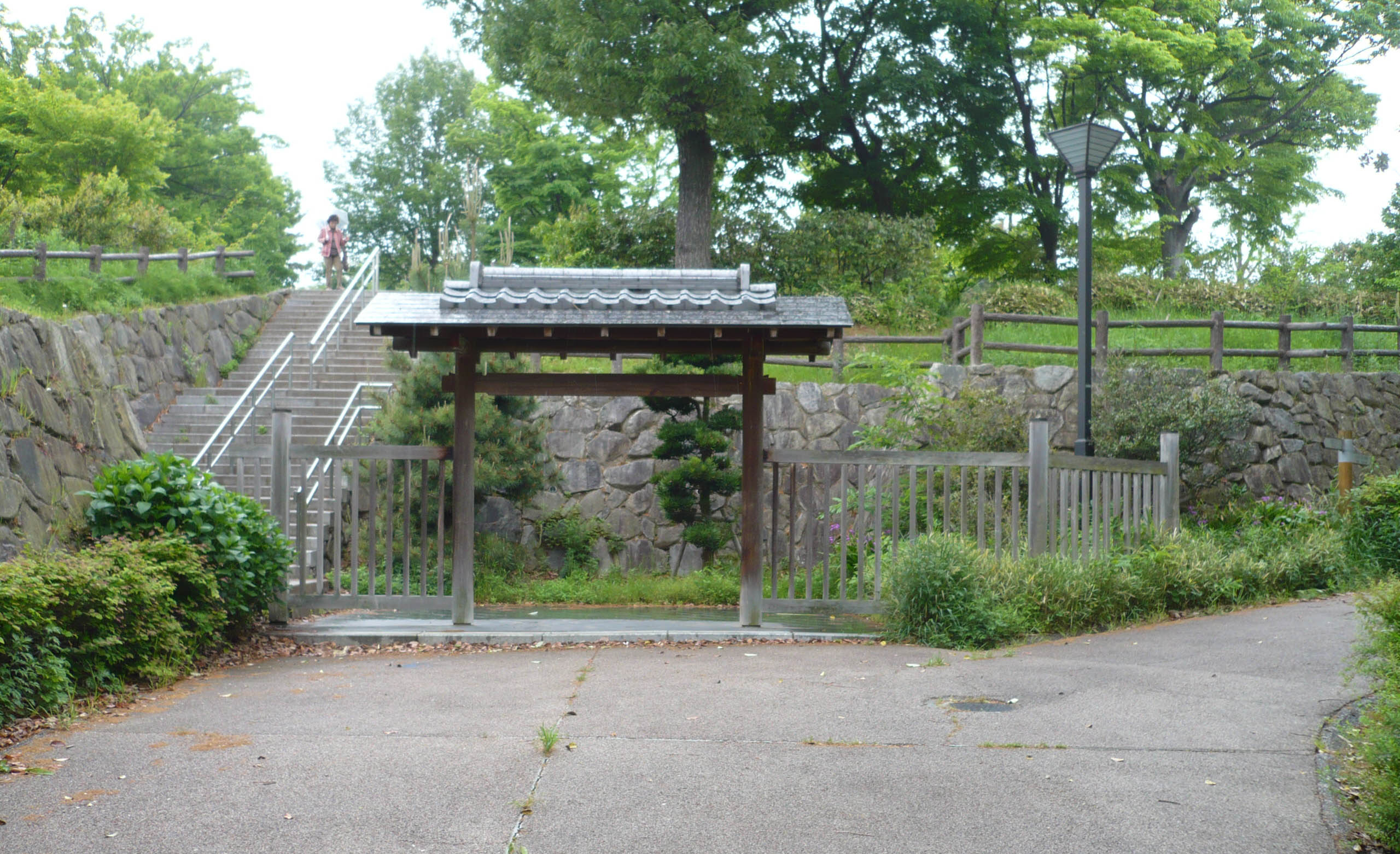
片山公園の模擬虎口と模擬石垣
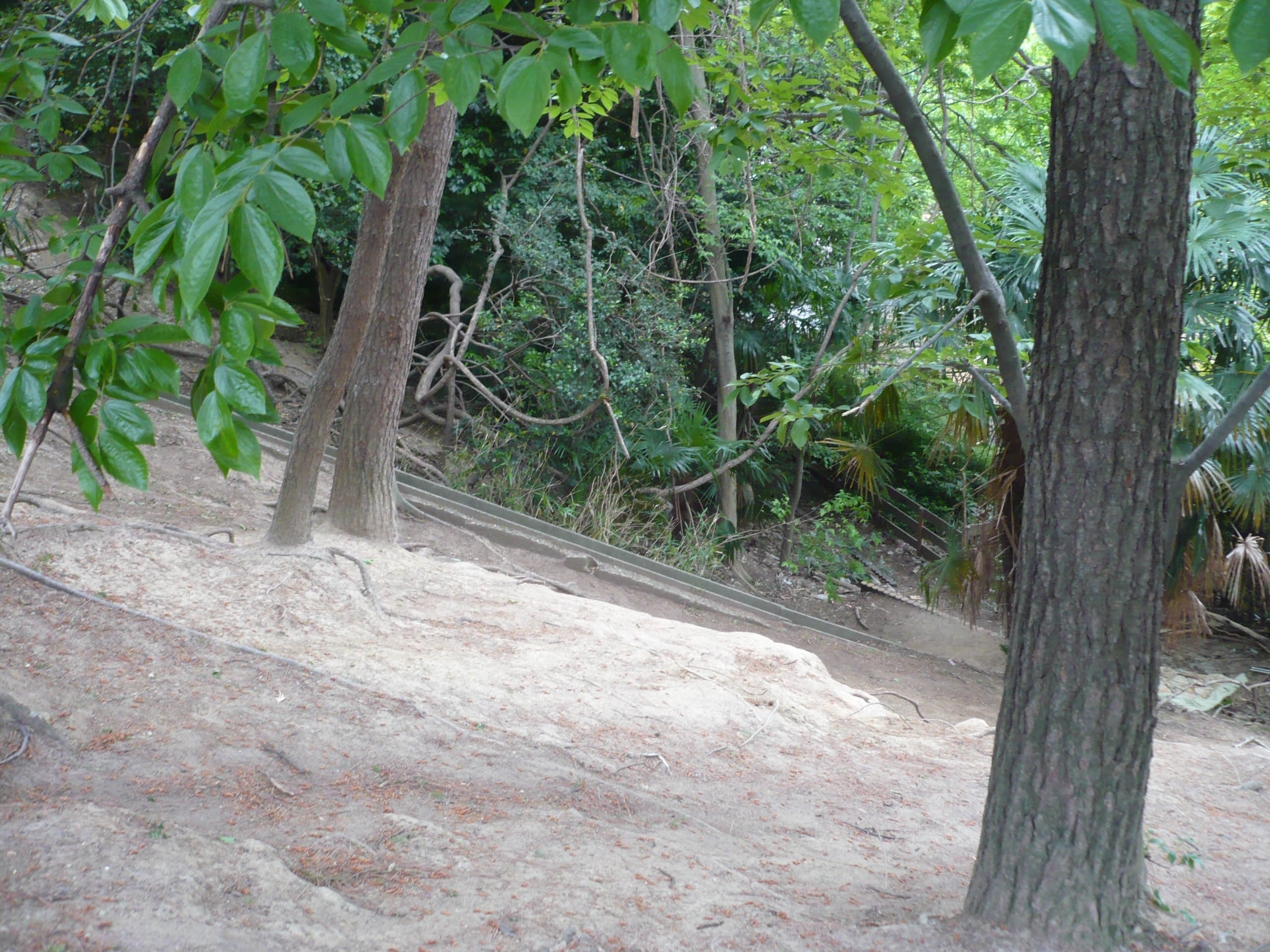
片山公園の北側

### 西之庄城
西之庄城は居城になる。居城とは城の中央に居館があり、脇に厩、納屋という付属施設、その周りには堀と矢狭間をうがった土塁を巡らし、正面の虎口には櫓門を構える、というのが戦国時代の居城の構えとなっていた。
場所に関しては、『崇禅寺田園目録』を元におおよその場所が特定できる。常光円満寺の東側、吹田市立吹田第一小学校から北側でないかとされ、この地域は字名を「土井」という。土井とは土居の慣用書きで、土塁のことでもあり、また城館跡には土居という地名が残ると言われている。
そのような字名以外にも『わが町すいた』によると（城郭として）「有力な二つの特徴があります」としている。
ひとつは字名「土井」の区画はほぼ方形だが、一ヶ所北東の隅が多折れ構造、欠け込んでいる。
これを「鬼門落し」と呼んでいる。鬼門落しとは陰陽道の「鬼門除け」のひとつで北東隅を造らないようにし、鬼を逃す風習があった。
これは城郭によく見られる構造で、近世城郭では鹿児島城、日出城の鬼門櫓があり、中世城郭では筒井城の五折れ構造等様々な城郭で見られる。

またもう一つの特徴として『わが町すいた』によると「この場所は吹田砂堆の最頂部に位置し、吹田村域をすみずみまで見わたすことができるため、城館の立地条件としては絶好の場所だったといえるでしょう」としている。

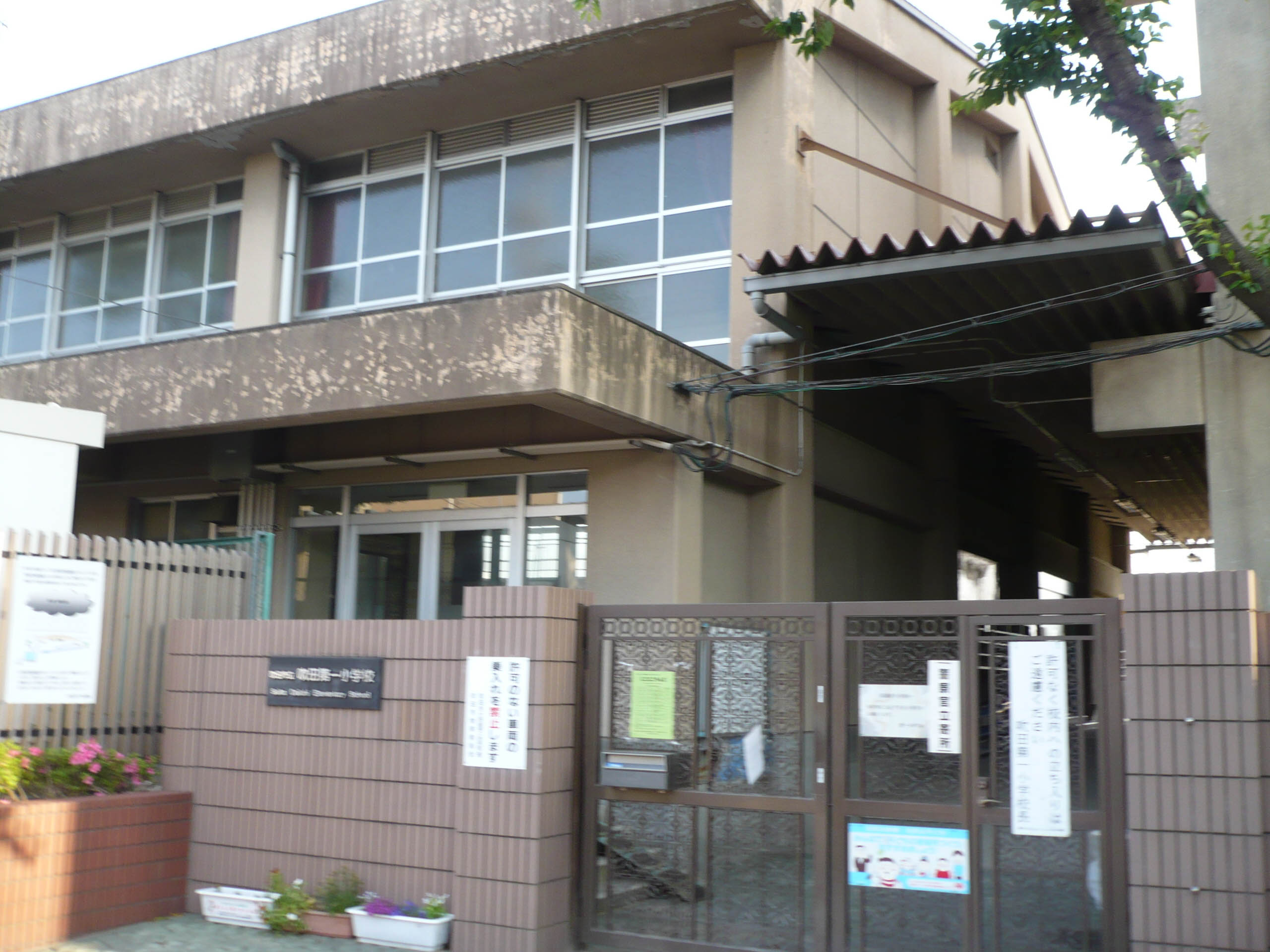
吹田第一小学校の裏門
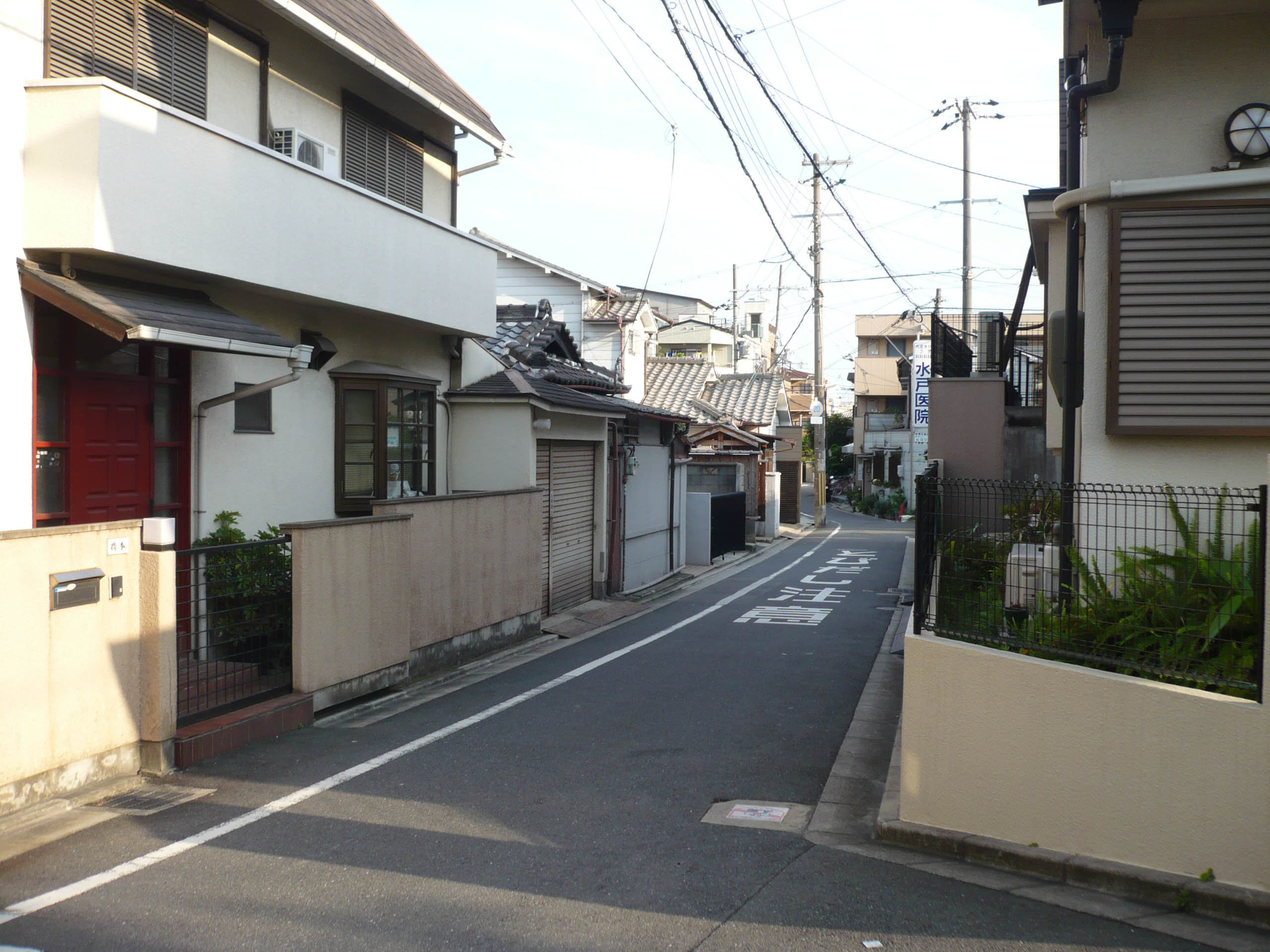
字「土井」の北西隅部分
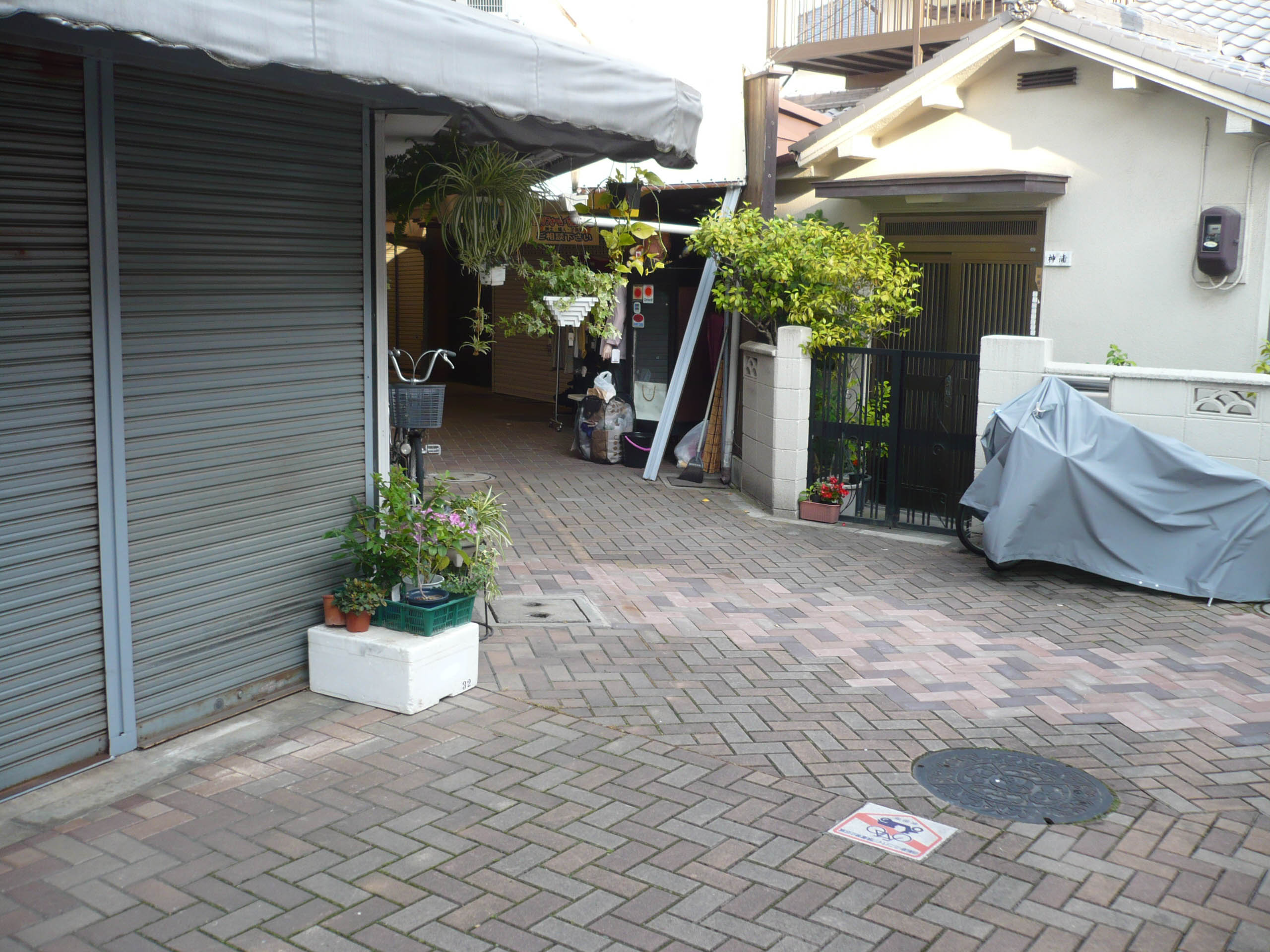
現在の北東方向の鬼門落し推定地
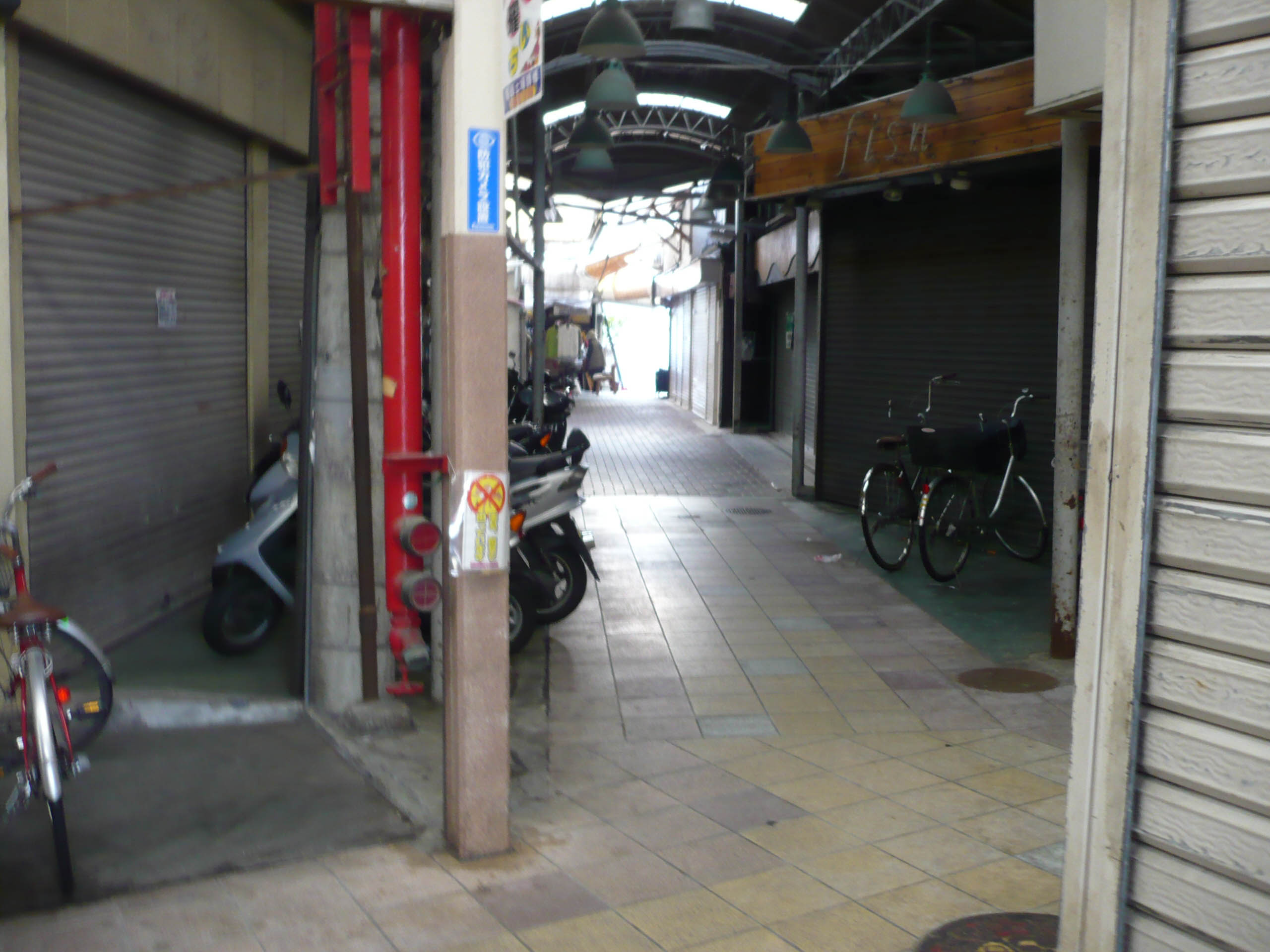
多折れ構造になっている鬼門落し推定地

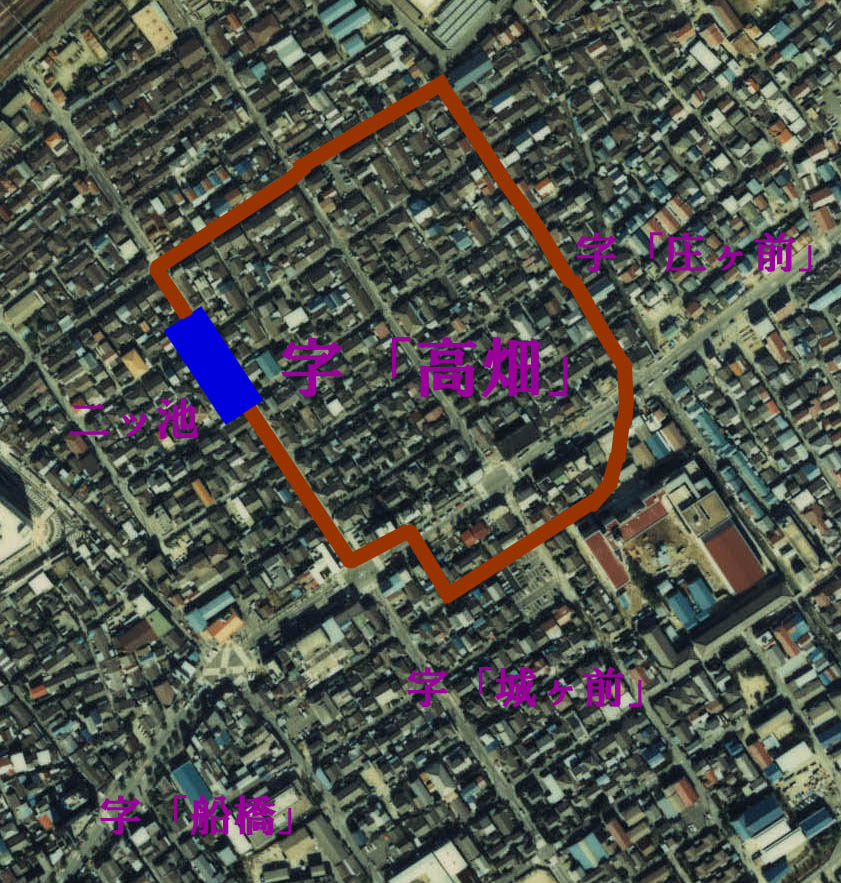
字「高畑」部分/

### 字「高畑」
従来、字名「城ヶ前」がある吹田市立吹田第三小学校付近にも居城があったと思われてきた。
しかし明治時代の測量地図には、同地域は湿田となっており城郭に不向きな土地で『わが町すいた』では「城館跡である可能性は薄い」としている。
字名「城ヶ前」の北側に「高畑」がある。ここはほぼ方形で乾田となっていた。乾田は人工によって造成された可能性がある。
「高畑」の西側には字名「二ッ池」があり、南北に細長い池があったが、この池も人工的に造られ、掘り上げられた土が高畑の造成に使用されたと思われている。
また西南には字名「船橋」があり、舟橋は単なる灌漑施設ではなく、舟運に利用したと思われ、その為には水路の幅も広く、深く掘削した土砂は高畑の造成に役立て、二ッ池と繋がって水堀の役割をしていた可能性も指摘している。
東側には字名「庄ヶ前」がある。『わが町すいた』によると、「じょうがまえ」は歴史的仮名遣いで漢字にすると「城前」へ転化したと推察している。
もともと吹田城の居城は、寝殿造のような古い建物で、屋敷の東から西に向けて門があり、東側の「庄ヶ前」（城前）となった。しかし後に武家の居城となり南側に虎口を造り、門も東側から南側に移され、字名と伝わっている「城ヶ前」となったとしている。
更に『わが町すいた』によると亀岡街道はこの居城の東側と西側を通っている。
通常まっすぐ伸びる街道がわざわざ屈曲しているのは、ここに居城があり館の出入り口と関係があったためとしている。

明治時代の初期に描かれたと思われる『東摂城址図誌』の吹田城は「この辺、字城ヶ前」とあるので、この居城の事ではないかと思われている。

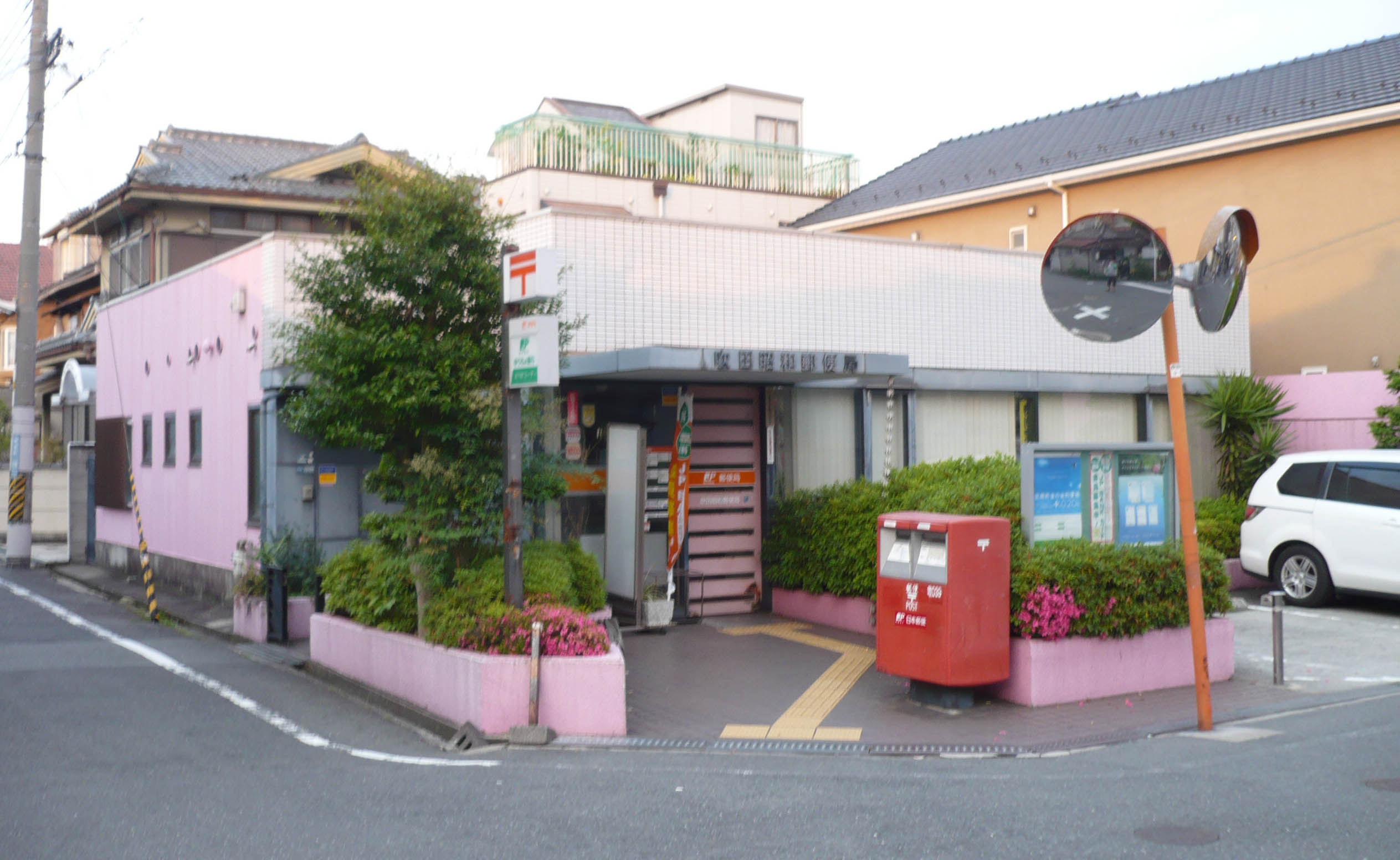
吹田昭和郵便局/字「高畑」の中心部
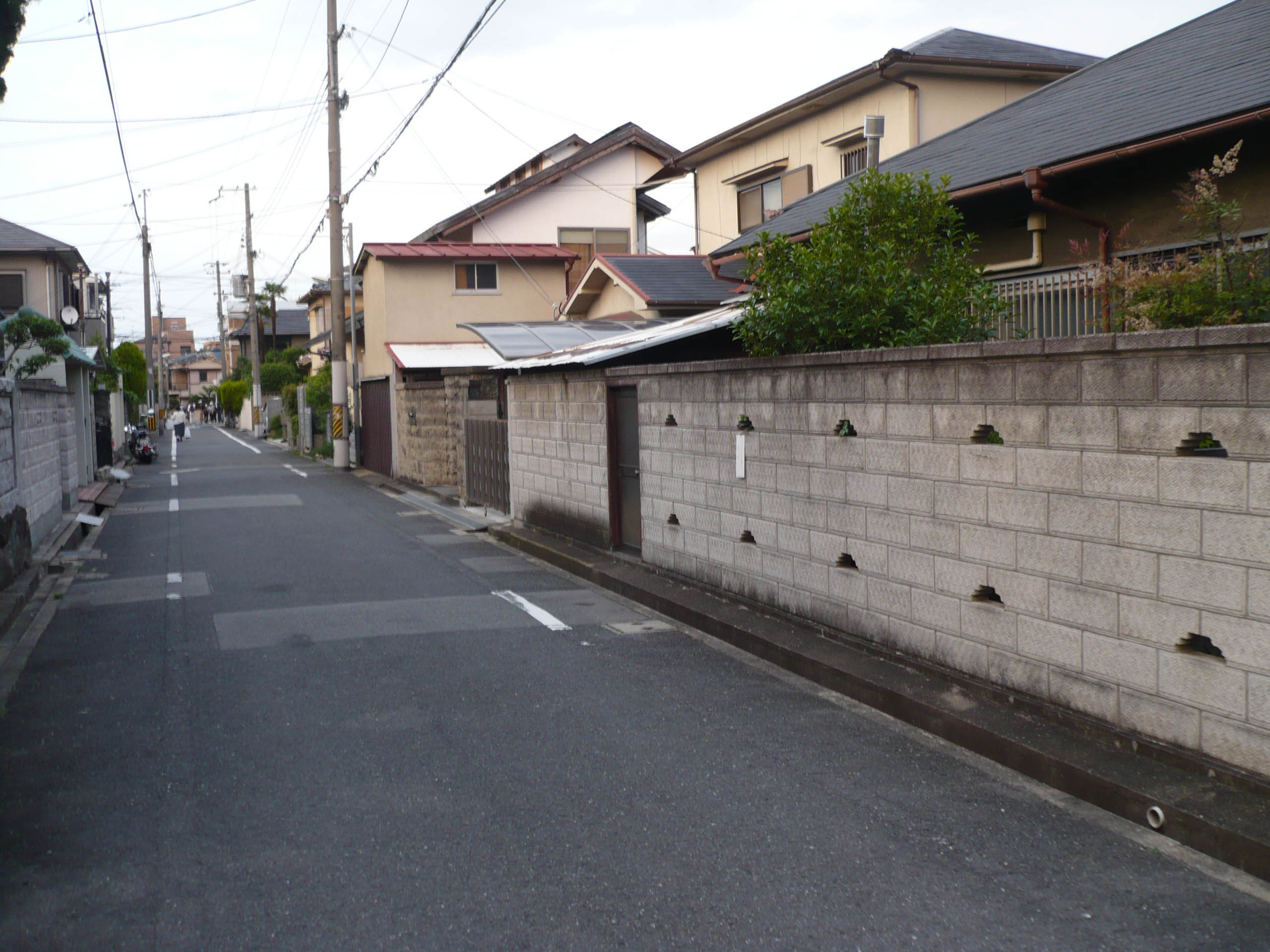
昭和町の住宅地/区画整理されており、当時の区割りは残っていない
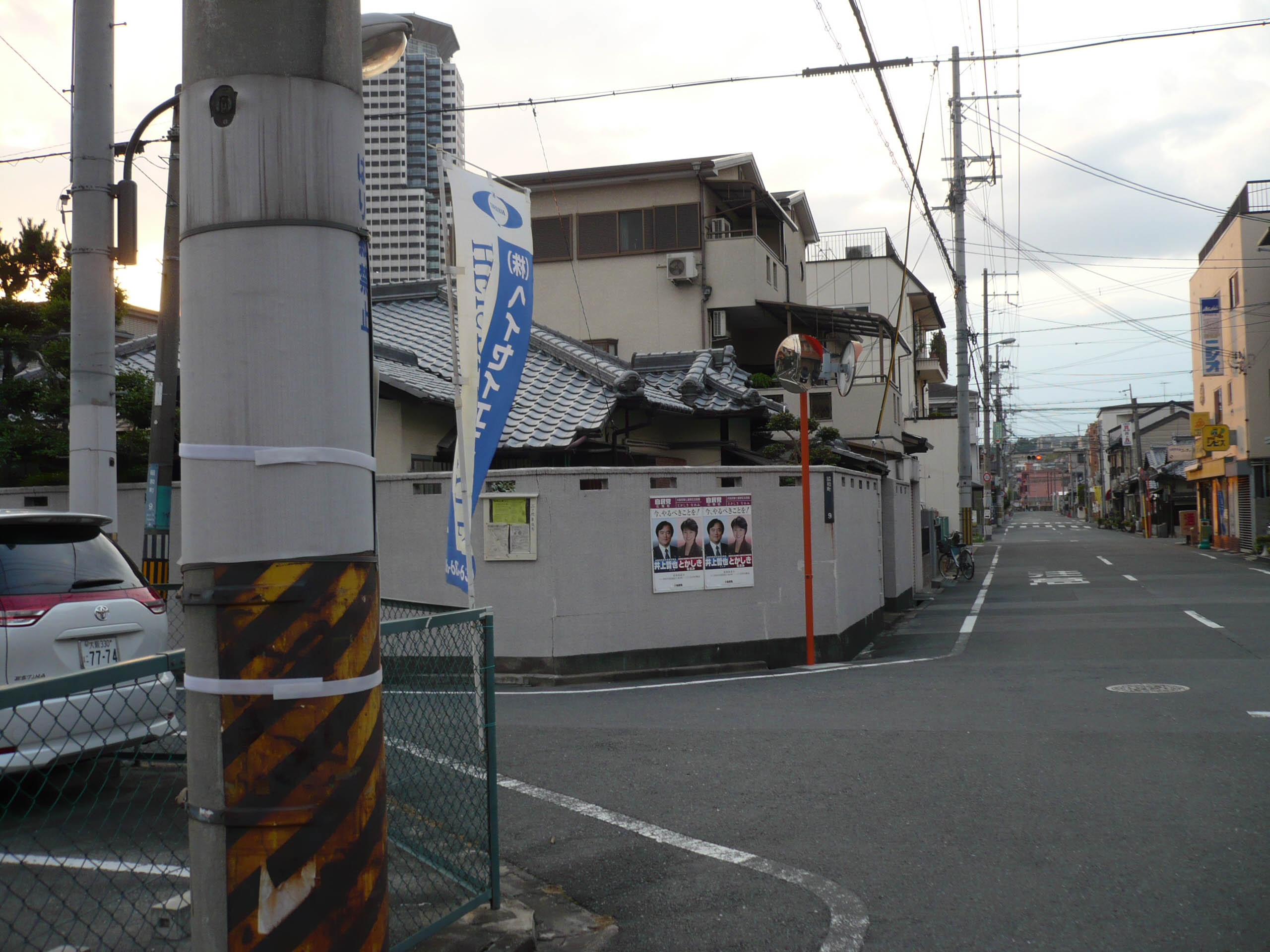
二ッ池推定地/現在は完全に埋め立てられている
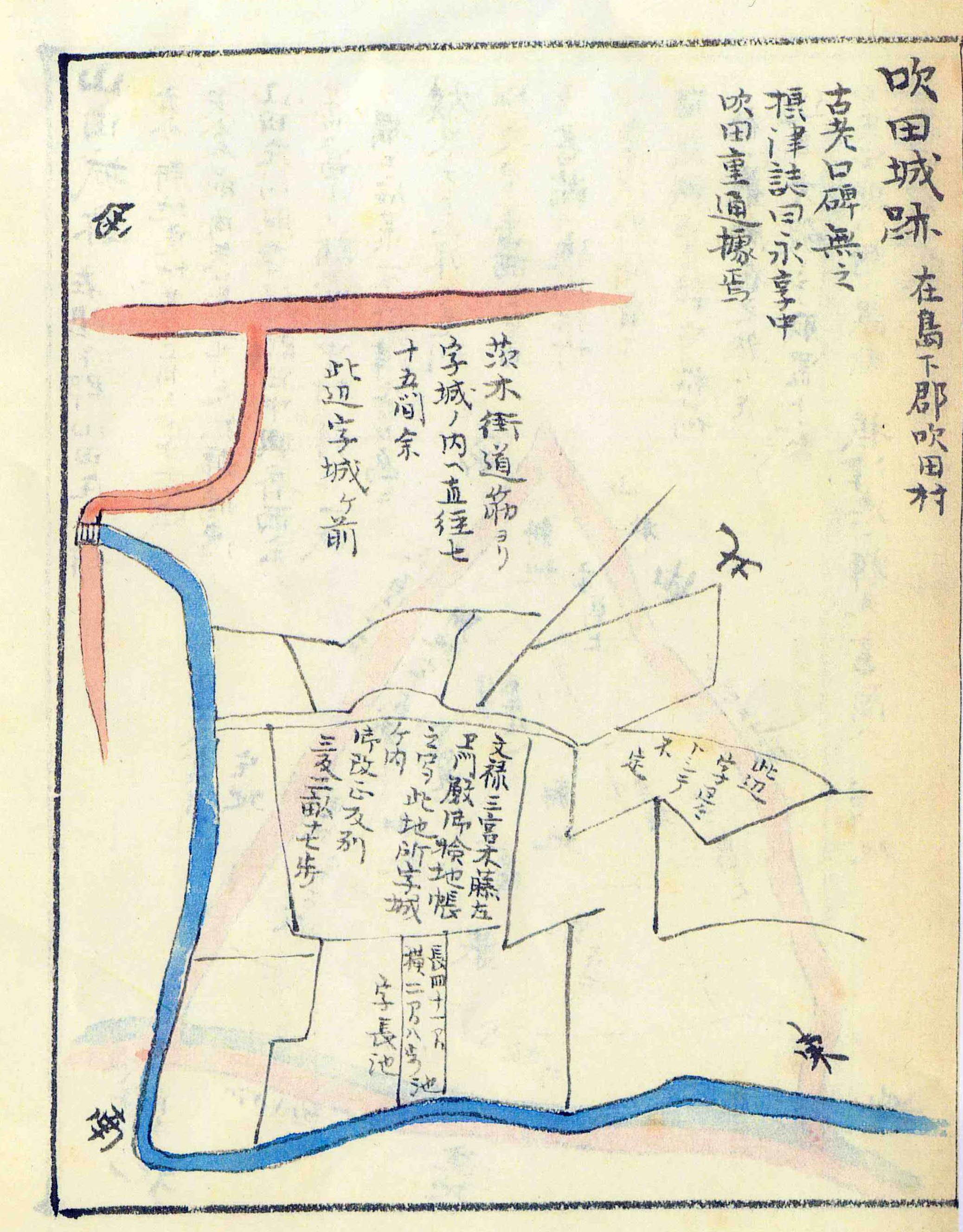
東摂城址図誌吹田城絵図/大阪府立中之島図書館蔵

城ではないが、吹田市高浜町と南高浜町周辺には、堀と土塁を巡らし大戸のついた門が2ヶ所設けていた環濠集落があった。
民家は60数戸で、戦国時代、他地域からの略奪に備える惣で村全体を防備を固めていた。

## 交通アクセス
片山公園
- 車
  - 名神高速道路豊中IC → 大阪府道10号線 → 大阪府道606号 → 国道479号線 → 大阪府道14号線
    - 近隣に駐車場なし
- 鉄道
  - 吹田駅 (JR西日本)
  - 吹田駅 (阪急)
    - それぞれから徒歩約10分

## 周辺施設
- 吹田市立博物館